# Електрична гитара
Електрична гитара је жичани музички инструмент, врста гитаре која ради на струју. Звук се добија трзањем челичне жице која се налази у електромагнетском пољу и потом се вибрације претварају у промену електричног напона помоћу конвертора. Електрична гитара се често користи у џез, рок и хеви метал музици. Прва електрична гитара је настала 1935. године.
Код електричне гитаре један или више електромагнетских конвертора (снимача звука или енгл. pickup-ова) претварају вибрације челичних жица у електричне сигнале, које је могуће појачати и процесовати. 
Најпознатије и најбројније електричне гитаре су Фендер стратокастер (Fender Stratocaster, 1954) фирме Фендер и Гибсон Лес Пол (Gibson Les Paul, 1952) фирме Гибсон. Следе Фендер телекастер (Fender Telecaster, 1950) и Гибсон СГ (Gibson SG, 1961). Ове гитаре се производе и данас. 
Фендер стратокастер има два реза (енгл. cutaway, на српски погрешно преведено као рогови) односно, два улегнућа на врату која омогућавају добијање високих тонова. Гитара има и три снимача звука. Гибсон Лес Пол има један рез и два снимача звука. Поред снимача звука, на разликовање модела по звуку утичу и конструкције гитаре, те материјал од којег је гитара израђена (врста дрвета итд.). Гибсон Лес Пол има „топлији“ звук, док је звук стратокастера мало оштрији. 
Постоје и друге врсте електричних гитара, а израђује се и гитаре за поједине врсте музике (нпр. Гибсон флајинг В, (летећа v), те експлорер (такође Гибсонов), затим модели фирми Џексон и Б. С. Рич). Модели стратокастер и Лес Пол су ипак најпопуларнији.

## Историја
Идеја електричне гитаре настала је око 1920. године, кад су се тражиле могућности да гитара буде гласнија и остварљивија. Ондашњи комерцијални и џез оркестри као и студије за снимање позивали су произвођаче музичких инструмената да направе гласније и јаче гитаре. Око 1930. године увидело се да се ово може постићи једино уз електрично појачање. Нова метода наравно имала је и противника који су сматрали да би музика тиме пропадала. Прве електричне гитаре свирале су се у кантри, џез и блуз музици.
Око 1923. године је Лојд Лоар (Lloyd Loar) експериментисао са електромагнетним конверторима. Направио је сензор који је примао вибрације тела гитаре и претварао у електричне сигнале. Пошто су сензори били прилично непрактични, тај систем није имао велики комерцијални успех.
Џорџ Бјучемп (George Beauchamp) је заједно са Адолфом Рикенбејкером (Adolph Rickenbacker) 1931. године направио звукосниматељ који је примао вибрације директно са жица гитаре. Звукосниматељ је ставио на једну тзв. lapsteel или хавајску гитару. Настао је основни принцип данашњих електричних и тиме прва електрична гитара. Патент за гитару која је названа frying pan (на српском: тигањ за печење), послат је 1932 у Вашингтон на оверу. У Вашингтону су били скептични према новој гитари, и кад је 1937 стигла овера, други произвођачи већ су имали своје моделе електричних гитара, тако да патентирање најзад није ништа помогло.
Прва регуларна серијска електрична гитара била је ЕС-150 (ES-150) из 1936. године од фирме Гибсон. ЕС-150 била је намењена као џез-гитара. ЕС је стајало electric spanish, мање због класичне „шпанске“ гитаре него због начина рукохвата насупрот хавајским гитарама као што је била гитара од Бјучемпа и Рикенбејкера. 150 је стајало за ондашњу званичну продајну цену од 150 америчких долара.
Следећи корак био је the Log (на српском: пањ) из 1941. године од Лес Пола. Лес Пол је узео акустичну гитару, исекао је у средини и ту убацио електромагнетни конвертор. Тиме су знатно редуковане реакције вибрација електричних гитара. Овим се створио правац тзв. solidbody-гитарама, тј. гитаре са једним телом.
Прву електричну гитару са једним или масивним телом (solidbody) направили су 1948. године Пол Бигсби (Paul Bigsby) и кантри музичар Мерл Трејвис (Merle Travis). Ова гитара у разним варијантама продавала се до раних 1960-их.
На основи гитаре од Бигсбија и Трејвиса је Лео Фендер 1950. године направио своју esquire-гитару, коју ће нешто касније да преименује у телекастер. Телекастерка је прва електрична гитара која је ушла у масовну производњу. Телекастерку следе Лес Пол од Гибсона из 1952. године и стратокастерка из 1954. године, са којима коначно почиње ера електричних гитара .

## Галерија
- Фендер телекастер
- Фендер стратокастер
- Гибсон лес паул
- Гибсон сг